# Gifty Oware-Aboagye
Gifty Oware Aboagye (4 de julio de 1986) es una política nacida en Koforidua, Ghana, actualmente subdirectora del programa de servicio nacional en Ghana.

## Carrera

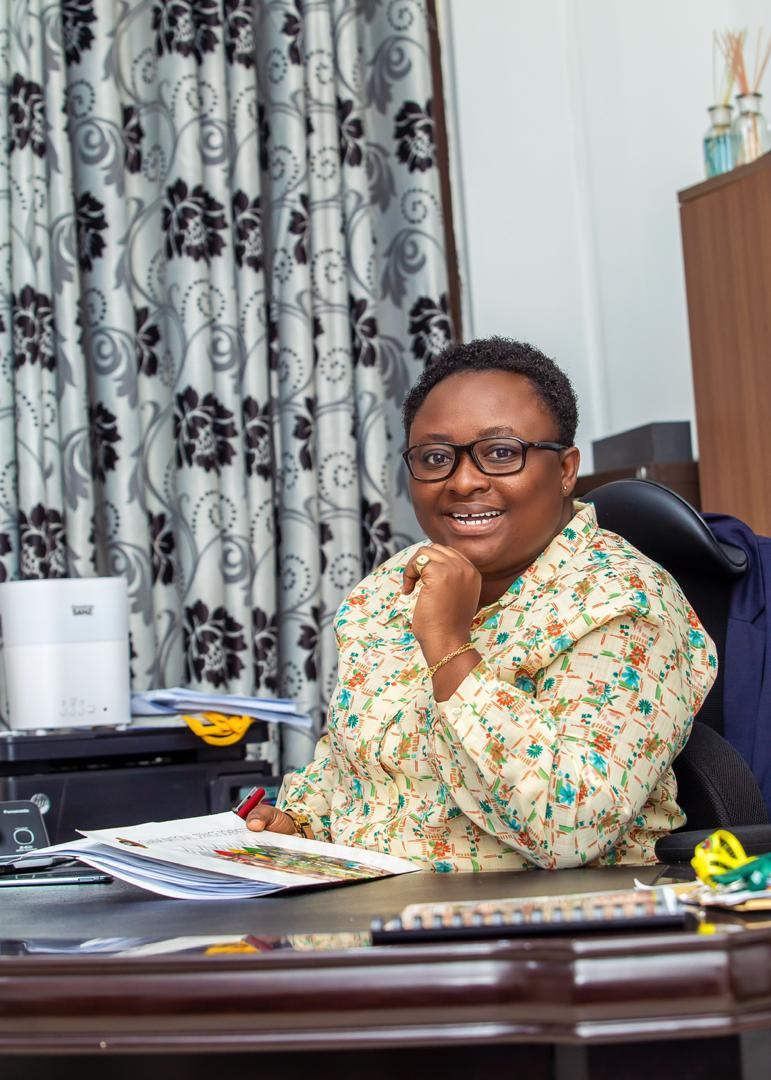
Una imagen de Gifty Oware-Aboagye.

### Inicios
Gifty es hija de Isaac Oware y Kate Donkor. Nació en Koforidua, en la región oriental de Ghana el 4 de julio de 1986. Obtuvo una licenciatura en Artes en Historia en la Universidad Kwame Nkrumah de Ciencia y Tecnología. También obtuvo un postgrado en Manejo de las Elecciones Democráticas en África en la Universidad de Sudáfrica.

### Política
Empezó su carrera como  gerente de eventos y mercadeo en Acra entre 2011 y 2014. Luego trabajó como líder del centro de investigación de la política pública en el Instituto Danuqah, antes de desempeñarse como subdirectora del programa de servicio nacional en su país natal.
Inició su actividad política como miembro del partido TESCON (The Tertiary Students Confederacy of the New Patriotic Party) en la mencionada Universidad Kwame Nkrumah y subsecuentemente se convirtió en miembro ejecutivo. En 2011 se convirtió en vocera del Nuevo Partido Patriota. También fue miembro del grupo político de presión "Let my vote count alliance".

## Reconocimientos
Gifty posee un doctorado en sociología y trabajo social en la Day Spring Christian University College Lauredale en Florida, Estados Unidos.